# Cantonul Mantes-la-Jolie
Cantonul Mantes-la-Jolie este un canton din arondismentul Mantes-la-Jolie, departamentul Yvelines, regiunea Île-de-France , Franța.

## Comune
- Mantes-la-Jolie